# Regulación de los medios de comunicación masivos
En su búsqueda de una mayor equidad en el panorama mediático, la mayoría de los países que conforman la UE han optado por modernizar las normativas sobre la propiedad de los medios, sustituyéndolas por un marco regulatorio centrado en las leyes de competencia. Estas normativas son establecidas por entidades gubernamentales con el fin de salvaguardar a los consumidores de prácticas comerciales abusivas, asegurando así que la competencia se mantenga íntegra en un mercado abierto y dinámico. No obstante, estas regulaciones no logran abordar la cuestión de la convergencia y la concentración en el ámbito de los medios de comunicación.
La Función de Servicios Digitales (DSA) establece un marco que define las obligaciones de las plataformas digitales que facilitan la conexión entre los usuarios y la oferta de productos, servicios y contenidos. Esto abarca, por ejemplo, las plataformas de comercio en línea.
Con el fin de combatir la criminalidad y frenar el discurso de odio, la Decisión Marco de 2008 establece como ilícito promover y propagar odio o violencia contra una persona o grupo debido a su raza, nacionalidad, etnicidad o creencias religiosas. En 2016, se implementó un Código de Conducta voluntario con el propósito de combatir el discurso de odio en el entorno digital.
Los países europeos tienen la opción de pedir la eliminación de ciertos contenidos en otros países si los catalogan como material "terrorista". 
Con el objetivo de salvaguardar la privacidad de los ciudadanos europeos, el 25 de mayo de 2018 se promulgó el Reglamento General de Protección de Datos (RGPD) de la Unión Europea.
El 23 de abril de 2022, se alcanzó un hito en el camino legislativo: el Parlamento Europeo y el Consejo sellaron un acuerdo político en torno a la implementación de nuevas normativas. 